# 6154 Стівсиннотт
6154 Стівсиннотт (6154 Stevesynnott) — астероїд головного поясу, відкритий 22 серпня 1990 року.
Тіссеранів параметр щодо Юпітера — 3,488.